# Jo Durie
Jo Durie (* 27. Juli 1960 in Bristol) ist eine ehemalige britische Tennisspielerin.

## Karriere
Sie wurde 1978 Tennisprofi und erreichte als Einzelspielerin 1983 das Halbfinale der French Open und der US Open. Sie war außerdem Grand-Slam-Viertelfinalistin 1983 bei den Australian Open und 1984 in Wimbledon. Ihre höchste Platzierung in der Einzel-Weltrangliste erreichte sie 1982 mit Platz 5.
Mit Jeremy Bates gewann sie 1987 den Mixed-Wettbewerb in Wimbledon und 1991 das Mixed bei den Australian Open. Außerdem gewann sie in ihrer Laufbahn vier Doppeltitel.
Jo Durie trat 1995 vom Profitennis zurück. Nach ihrer Laufbahn arbeitet sie für das Fernsehen, sie kommentiert regelmäßig Partien der WTA Tour für Eurosport International. Sie spielt noch auf Einladungsturnieren wie z. B. dem Seniorinnen-Doppel in Wimbledon.

## Turniersiege

### Einzel
| Nr. | Datum             | Turnier | Kategorie      | Belag     | Finalgegnerin   | Ergebnis      |
| --- | ----------------- | ------- | -------------- | --------- | --------------- | ------------- |
| 1.  | 28. August 1983   | Mahwah  | WTA World Tour | Hartplatz | Hana Mandlíková | 2:6, 7:5, 6:4 |
| 2.  | 27. November 1983 | Sydney  | WTA World Tour | Rasen     | Kathy Jordan    | 6:3, 7:5      |